# Zastava M84
Zastava M84 je mitraljez jugoslovanske proizvodnje. Je skoraj identična kopija sovjetskega mitraljeza PK oz. PKM, ki ga je razvil Mihail Kalašnikov.

## Značilnosti
M84 se lahko uporablja v vlogi mitraljeza (na fisknem podstavku) ali puškomitraljeza (na dvonožniku). Uporablja naboj 7,62x54 R, ruskega izvora. Mehanizem deluje na principu odvoda smodniških plinov in je v grobem podoben mehanizmu jurišne puške kalašnikov, zasukanem za 180°. Ima tudi hitro zamenljivo cev.

## Različici
- M84 - pehotna različica. Združuje lastnosti sovjetskih različic PKM (dvonožnik), PKS (montiranje na trinožnik) in PKMSN (stransko vodilo za daljnogled).
- M86 - tankovski mitraljez, ki je brez kopita, merkov in dvonožnika, s težjo cevjo in električnim sprožilcem.

## Uporabniki
- Afganistan
- Burundi
- Hrvaška
- Irak
- Jugoslavija (bivša uporabnica)
- Slovenija: Na tankih M-84 se uporablja tankovski mitraljez M86.
- Srbija[5]

## Galerija
- Iraška vojska na urjenju s puškomitraljezom
- Hrvaška vojaka s puško VHS in puškomitraljezom M84
- Burundijski vojak z M84 patruljira skozi vas
- Afganistanski policaj na straži z M84